# Julius Willem Hendrik Conrad
Julius Willem Hendrik Conrad (Maastricht, 18 mei 1827 - Utrecht,16 januari 1888) was een Nederlands spoorwegingenieur
Hij was de zoon van Jan Willem Conrad. Hij studeerde een paar jaar aan de Koninklijke Academie in Delft, maar slaagde niet voor zijn examens. Door de invloed van zijn oom Frederik Willem Conrad kon hij een baan krijgen bij de Hollandsche IJzeren Spoorwegmaatschappij. Hij werd aangesteld als aspirant ingenieur werktuigkundige, eerst in Haarlem en later in Rotterdam. Hij ging in 1863 over naar de Nederlandsche Centraal-spoorwegmaatschappij met standplaats Utrecht. Daar bleef hij in dienst tot zijn overlijden op 60-jarige leeftijd.
Hij trouwde in 1857 met Elisabeth Maria Cornelia van den Broeke en kreeg een zoon en twee dochters.